# Predikherenklooster (Ieper)

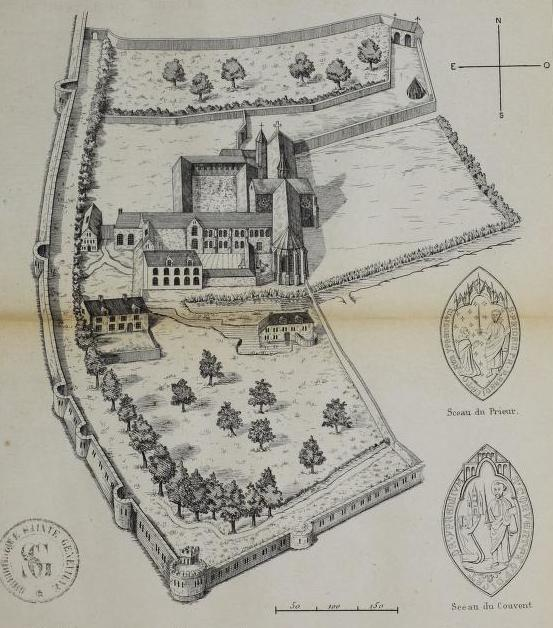
Het klooster in de 16e eeuw

Het Predikherenklooster van Ieper bestond van 1268 tot 1797 nabij de huidige Arsenaalstraat.

## Geschiedenis
Gravin Margaretha II van Vlaanderen bewerkstelligde de komst van de dominicanen door hen in 1268 grond van het Zaalhof te schenken voor de oprichting van een klooster. De woelige geuzenjaren die het Westkwartier doormaakte, werden opgetekend door prior Carolus Wynckius. Op het einde van de 18e eeuw verhuisden de dominicanen naar het jezuïetenklooster even ten noorden van hun eerste vestiging. De sloop van de oude gebouwen vond plaats tussen 1780 en 1819. Hun gemeenschap werd in de Franse tijd op overheidsbevel opgeheven (1797). De locatie van het oude en nieuwe klooster werd ingenomen door het Arsenaal.